# 中国人民政治协商会议第九届全国委员会各专门委员会
中国人民政治协商会议第九届全国委员会各专门委员会是中国人民政治协商会议第九届全国委员会设立的专门委员会，主任、副主任名单由中国人民政治协商会议第九届全国委员会常务委员会会议通过，委员名单由主席会议通过，任期由1998年3月至2003年3月。
1998年3月16日中国人民政治协商会议第九届全国委员会常务委员会第一次会议通过《中国人民政治协商会议第九届全国委员会常务委员会关于设置专门委员会的决定》，决定中国人民政治协商会议第九届全国委员会设置9个专门委员会：提案委员会、经济委员会、人口资源环境委员会、教科文卫体委员会、社会和法制委员会、民族和宗教委员会、文史资料委员会、港澳台侨委员会、外事委员会。
1998年3月15日中国人民政治协商会议第九届全国委员会第一次主席会议通过中国人民政治协商会议第九届全国委员会各专门委员会委员名单（423名）。1998年3月16日中国人民政治协商会议第九届全国委员会常务委员会第一次会议通过中国人民政治协商会议第九届全国委员会各专门委员会主任、副主任名单（67名）。
1999年3月1日中国人民政治协商会议第九届全国委员会常务委员会第四次会议通过专门委员会副主任增补名单。

## 提案委员会
1998年3月16日通过主任、副主任7名：
- 主任：何光远
- 副主任（按姓氏笔划排列）：吴文英（女）、赵炜（女）、席德华、梅向明、盛树仁、章师明[3]

1998年3月15日通过委员34名：
- 委员：王惠通、田期玉、冯巩、冯克煦、朱新均、刘正、刘杲、刘荣汉、李奇生、杨孙西、杨震光、吴文英（女）、邱国义、何光远、余志华、张彬、张宝文、张鹤镛、陈兰通、范宝俊、赵炜（女）、赵登举、保育钧（蒙古族）、姜大明、郭济、夏家骏（土家族）、席德华、梅向明、曹其真（女）、盛树仁、康泠（女）、章师明、蒋秋霞（女）、滕进贤[2]

## 经济委员会
1998年3月16日通过主任、副主任8名：
- 主任：房维中
- 副主任（按姓氏笔划排列）：史大桢、刘广运、刘鸿儒、吴敬琏、赵维臣（满族）、胡德平、董辅礽[3]

1998年3月15日通过委员61名：
- 委员：马永伟、王彦、王林生、王慧炯、从翰香（女）、邓鸿勋、艾丰、石山麟（朝鲜族）、石希玉、石启荣、史大桢、白大华（回族）、吕培俭、江明、刘于鹤、刘广运、刘平源、刘成果、刘敏学、刘鸿儒、李志民、李京文、李居昌、李延龄、杨尚德、杨培青（女）、杨崇春、肖万钧、吴敬琏、何竹康、佘健明、张文驹、张世尧、张卓元、陆江、陈顺恒、邵奇惠、林兆木、周叔莲、郑力（女）、郑敦训、房维中、赵宏、赵海宽、赵维臣（满族）、胡德平、贺铿、高尚全、郭炎、唐大智（女）、阎颖（女）、黄平涛、萧灼基、屠由瑞、董辅礽、韩英、程连昌、傅立民、雷祖华、潘连生、潘蓓蕾（女，高山族）[2]

## 人口资源环境委员会
1998年3月16日通过主任、副主任7名：
- 主任：侯捷
- 副主任（按姓氏笔划排列）：江泽慧（女）、李伟雄、杨纪珂、张洽、张春园、陈洲其[3]

1998年3月15日通过委员42名：
- 委员：王东、王汝林、扎舍（藏族）、方樟顺、石元春、田均良、史训知、刘汉彬、刘松金、刘宝珺、刘济民、江泽慧（女）、严宏谟、李士忠、李伟雄、李慈君（女）、杨纪珂、何升韬、何林祥、邹玉川、邹竞蒙、汪纪戎（女）、汪品先、沈茂成、沈国舫、张洽、张塞、张红武、张春园、张彦仲、陈厚群、陈洲其、范维唐、和志强（纳西族）、侯捷、姚峻、袁国林、黄书谋、曹文宣、曾庆存、蔡延松、谭庆琏[2]

## 教科文卫体委员会
1998年3月16日通过主任、副主任8名：
- 主任：刘忠德
- 副主任（按姓氏笔划排列）：王明达、孙隆椿、杨伟光、周干峙、徐冠华、蒋民宽、楚庄[3]

1998年3月15日通过委员63名：
- 委员：于洋、马颂德、王世光、王明达、王福祥、王德炳、文喆、左铁镛、龙致贤、卢之超、朱高峰、任彦申、刘习良、刘永纲、刘忠德、孙隆椿、李文珊、李振声、李维康（女）、杨天乐、杨伟光、吴昌顺、吴祖强、吴蔚然、邹时炎、闵桂荣、沈鹏、沈士团、沈桂芳（女）、沈椿年、张开逊、张今强、张发强、张孝文、张均田、张震康、张德勤、陈铎、陈新、陈大白（女）、陈昌本、陈绍武、周干峙、胡启恒（女）、袁贵仁、栗前明、徐如镜、徐冠华、徐晓钟、郭肖容（女）、郭应禄、黄人健（女）、黄大昉、董志伟、常城（回族）、蒋民宽、傅世垣、傅庚辰、楚庄、楼大鹏、靳尚谊、蔡义江、蔡世雄[2]

1999年3月1日增补：
- 副主任：张发强、傅庚辰[5]

## 社会和法制委员会
1998年3月16日通过主任、副主任9名：
- 主任：王森浩
- 副主任（按姓氏笔划排列）：王大明、王厚德、王淑贤（女）、冯梯云、巫昌祯（女）、罗涵先、贺光辉、蒋先进[3]

1998年3月15日通过委员46名：
- 委员：王大明、王文东、王厚德、王晓棠（女）、王展意、王淑贤（女）、王森浩、王德瑛、卞耀武、巴音朝鲁（蒙古族）、左连璧、卢天骄（女）、叶佩英（女）、叶维祯（女）、冯淬（女）、冯梯云、许智明、孙柏秋（女）、巫昌祯（女）、李钊、杨钟、肖建章、吴伯明、吴建国、应文华、陈春龙、陈清泰、范康、林用三、经君健、胡笑云、罗涵先、段存华（女）、姜洪泉、贺光辉、桂晓风、贾启玉、徐颂陶、郭广昌、唐德华、黄景钧、曹康泰、龚如心（女）、葛健、蒋先进、雷蕾（女，满族）[2]

1999年3月1日增补：
- 副主任：王德瑛、巴音朝鲁[5]

## 民族和宗教委员会
1998年3月16日通过主任、副主任8名：
- 主任：乌力吉（蒙古族）
- 副主任（按姓氏笔划排列）：刀述仁（傣族）、韦钰（女，壮族）、叶青、金鉴（满族）、金日光（朝鲜族）、赵延年（回族）、洛桑赤耐（藏族）[3]

1998年3月15日通过委员53名：
- 委员：刀述仁（傣族）、万选蓉（女，彝族）、马贤（回族）、马英林、王光德、王家贤（黎族）、韦钰（女，壮族）、韦大卫（壮族）、云大棉（蒙古族）、乌力吉（蒙古族）、巴岱（蒙古族）、龙志毅（彝族）、叶青、叶小文、田富达（高山族）、生钦·洛桑坚赞（藏族）、冯元蔚（彝族）、毕大川（赫哲族）、齐续春（满族）、刘元仁、刘秀晨（回族）、刘柏年、买买提·赛来（维吾尔族）、却西（藏族）、克尤木·巴吾东（维吾尔族）、杜祥明、杨文衡（苗族）、闵智亭、汪东林、沙之沅（回族）、宋堃（回族）、张继禹、应伊利（女，蒙古族）、阿拉坦敖其尔（蒙古族）、阿嘉·洛桑图旦·久美嘉措（蒙古族）、陈永柱（白族）、陈丽华（女，满族）、罗冠宗、金鉴（满族）、金日光（朝鲜族）、周文吉（回族）、净慧、宛耀宾（回族）、赵延年（回族）、钟毓斌（女，满族）、洛桑赤耐（藏族）、根通、黄璜、梁自卫（壮族）、韩文藻、韩应选（撒拉族）、翦英海（维吾尔族）、穆永吉（回族）[2]

1999年3月1日增补：
- 副主任：黄璜[5]

## 文史资料委员会
1998年3月16日通过主任、副主任6名：
- 主任：朱作霖
- 副主任（按姓氏笔划排列）：刘恕（女）、李东海、金开诚、金冲及、龚育之[3]

1998年3月15日通过委员34名：
- 委员：王庆成、王晓秋、王楚光、文精（蒙古族）、朱作霖、刘恕（女）、刘国能、刘海藩、刘景录（蒙古族）、李东海、李汉秋、李晓华、吴福、陈威、陈砾、陈昊苏、金开诚、金冲及、周秉德（女）、郑凤荣（女）、郑科扬、弥松颐、赵曜、胡文瑞、胡继高、宣平（女）、袁行霈、唐克美（女）、黄高谦、曹幸穗、龚育之、傅璇琮、舒乙（满族）、管德[2]

1999年3月1日增补：
- 副主任：宋堃、刘济民[5]

## 港澳台侨委员会
1998年3月16日通过主任、副主任8名：
- 主任：朱训
- 副主任（按姓氏笔划排列）：厉有为、朱培康、张伟超、林开钦、俞晓松、唐树备、蔡子民[3]

1998年3月15日通过委员51名：
- 委员：马俊如、王成喜、王锡爵、王德衍、方俐洛（女）、厉有为、石四皓、白淑湘（女）、冯理达（女）、吕学俭、朱训、朱元成、朱培康、伍淑清（女）、邬梦兆、刘炳森、孙安民、苏民生、李星浩、李顺然、杨思泽、吴英辅、吴国祯、何添发、张伟超、张克俭、陈白皋、陈金烈、陈宗皋、陈联合、范乐年、林开钦、林盛中、林毅夫、周远楣（女）、俞晓松、施子清、姜殿铭、姚美良、贺定一（女）、贾亦斌、徐展堂、郭国庆、唐树备、黄军军（女）、黄植诚（壮族）、黄紫玉（女）、靳晋、蔡子民、潘君密、瞿弦和[2]

1999年3月1日增补：
- 副主任：何添发[5]

## 外事委员会
1998年3月16日通过主任、副主任6名：
- 主任：田曾佩
- 副主任（按姓氏笔划排列）：齐怀远、李景、吴修平、张毅君、原焘[3]

1998年3月15日通过委员39名：
- 委员：于熙钟、王光美（女）、王弄笙（女）、王林旭、王昌义、王效贤（女）、古建中、卢秋田、田曾佩、刘德有、齐怀远、苏振兴、李景、李凤林、李北海、杨昌基、杨福昌、吴修平、沈仁道、宋文中、张永珍（女）、张椿年、张毅君、陈乃芳（女）、陈宗德、林杏光、宦国英（女）、秦华孙、袁明（女）、原焘、徐更生、徐虹霞（女）、高敬德、唐龙彬、谌取荣、喻权域、温业湛、詹永杰、黎虹[2]

1999年3月1日增补：
- 副主任：李北海[5]